# Torre de la Vall
La torre de la Vall o torre de Guaita és una fortalesa situada al terme municipal de Tavernes de la Valldigna, València, que va formar part de la xarxa defensiva dissenyada al segle xvi per Vespasiano Gonzaga y Colonna per protegir la costa dels atacs pirates barbarescs, construïda al llarg de la costa mediterrània.
És Bé d'interés cultural des del 25 de juliol de 2002 amb número ministerial R-I-51-0010817.
Està situada junt a la platja en un terreny pla, entre les torres de Cullera i de Xeraco. És la més alta de les torres de l'antic Regne de València. És troncocònica i la base té uns sis metres de diàmetre. Està construïda amb carreus i morter. A banda de la planta baixa, en té tres superiors i una terrassa. A la segona planta, es pot observar una xemeneia i diversos armaris. En l'última planta i, coincidint amb la porta d'entrada, sobreïx del mur el matacà, element defensiu molt utilitzat per a castells i fortaleses. No té escales, per la qual cosa sembla que s'hi utilitzaven escales de mà, que en retirar-se facilitaven la defensa. Té una sola porta en la planta baixa, una finestra i algunes espitlleres.
El 1563 el mestre racional i Juan Bautista Antonelli van indicar que a la torre de Vall de Alfóndec se li farien les seues defenses i se li proveïria d'un pedrer. En 1585 Juan de Acuña va assenyalar que la torre de la Vall de Alfandaga era circular, i molt prima, amb dos guardes i dos a cavall.
Segons la descripció de l'Inventari del Ministeri de Cultura de 1980, la torre conservava alguns merlets, tot i que molt deteriorats.
Actualment està condicionada com a zona d'esplai i es vol el potenciar el seu ús per al lleure. Aquesta torre, encara que es considera que forma part de l'escut de Tavernes, no hi té res a veure.